# Federación de Fútbol de Guyana
La Federación de Fútbol de Guyana (en inglés Guyana Football Federation, GFF) es el máximo organismo del fútbol de Guyana. Organiza la GFF Elite League, la Selección de Fútbol de Guyana y la Selección de Fútbol Femenino de Guyana.  
Guyana saltó al puesto 92 de la FIFA entre 2005 y 2007 luego de mantenerse invicta durante catorce partidos consecutivos. El fútbol de Guyana se ha popularizado en los últimos años.
Gregory Richardson, Shawn Beveney y Nigel Codrington son jugadores de la selección que en la actualidad están en equipos profesionales de Estados Unidos y Europa.